# Пастушок с флейтой
«Пастушок с флейтой», или «Мальчик с трубочкой» (итал. Garzone con flauto) — картина, написанная, вероятно, около 1510—1515 года, ранее приписывалась Джорджоне, в настоящее время — Тициану. Находится в Королевской коллекции и с 2018 года находится в Виндзорском замке в Виндзоре. С 1983 года именуется «Мальчик с трубочкой (Пастушок)» Королевской коллекцией, ранее картину называли «Пастушок с трубочкой» и «Пастушок».
На полотне изображён мальчик или молодой мужчина в свободной белой рубашке, который смотрит в сторону от зрителя, «погруженный в мысли». У него в руке духовой инструмент, как будто он только что на нём играл. Рентгенография показала, что фигура «первоначально носила более формальный стиль белой рубашки с непрерывными сборками под голубым дублетом». Это имеет значение для вопроса о том, была ли картина когда-либо задумана как портрет человека, или, как обычно считается, является идеализированным и обобщённым изображением типа. Подобный тип живописи можно проследить от Леонардо да Винчи, но применялся и несколькими венецианскими художниками в начале XVI века.

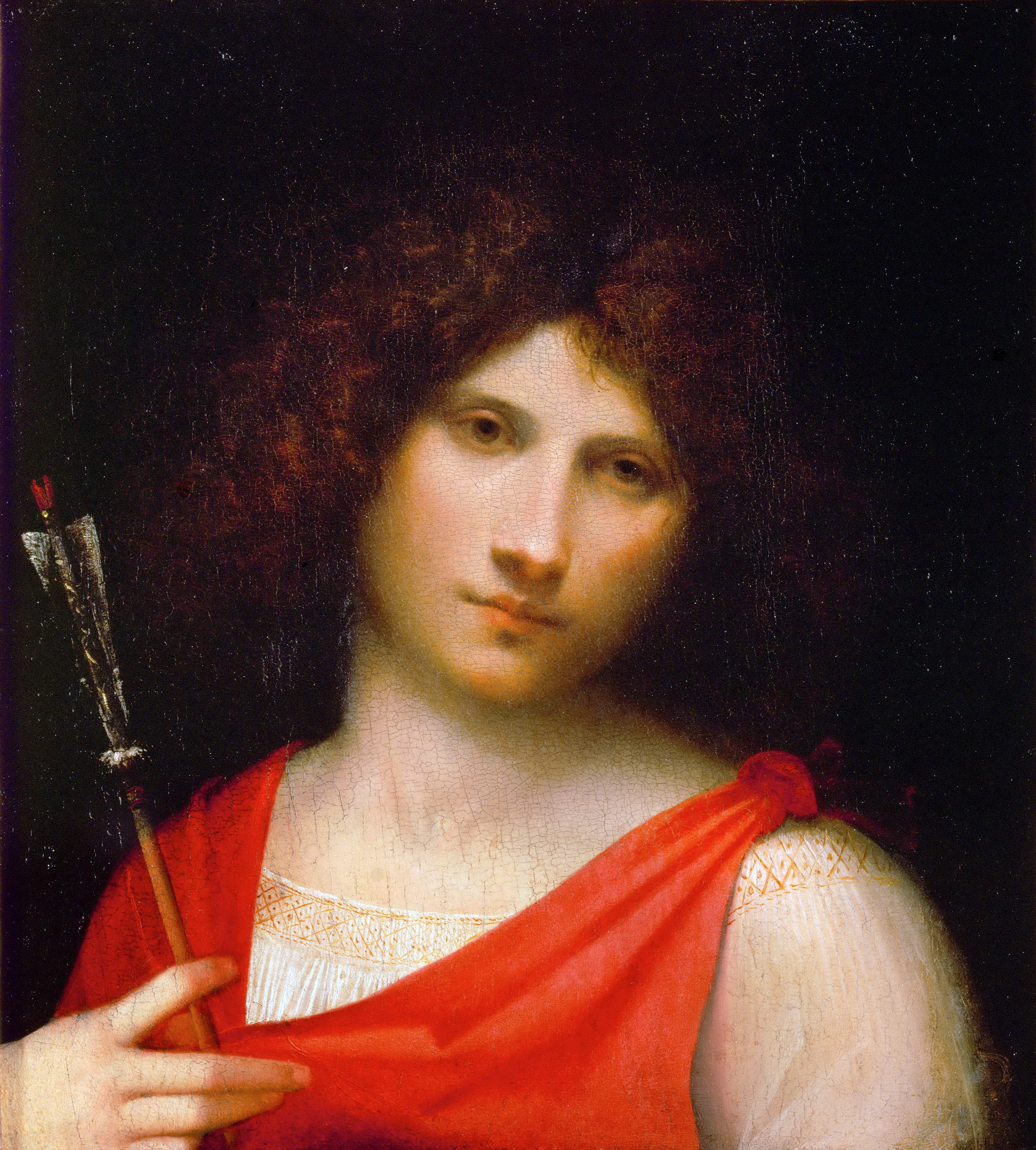
Джорджоне, «Мальчик со стрелой». (Музей истории искусств, Вена).

Хотя в настоящее время не считается, что картина принадлежит кисти Джорджоне, однако композиция и сюжет картины, безусловно, в его стиле и это может быть копией утерянного им оригинала. По своей композицией и настроению картина очень похожа на полотно, приписываемое Джорджоне, «Мальчик со стрелой» (1506?; Музей истории искусств, Вена).

## История
Картина была приобретена королём Англии Карлом I как произведение Джорджоне. После казни Карла I в 1649 году картина была оценена в £30 и продана Де Крицу и Ко. В 1660 году в период Реставрации она была возвращена Карлом II. Портрет был повешен во дворце Уайтхолл, а затем в Кенсингтонском дворце. В 1833 году он был перенесен во дворец Хэмптон-корт, который уже был открыт для публики, и в котором долгое время выставлялось большинство картин Итальянского Возрождения из Королевской коллекции. Он оставался там до тех пор, пока в последние годы итальянские картины эпохи Возрождения не были вывезены.